# Честь служить Риге!
Честь служить Риге! (латыш. Gods kalpot Rīgai!) — региональная политическая партия в Латвии, основанная в марте 2012 года.

## История
Партия была основана 17 марта 2012 года. Изначально её руководителем являлся Андрис Америкс. Ядро партии изначально составляли 20 человек, 12 из которых были депутатами ликвидированной партии ЛПП/ЛЦ. Несколько лет партия работала в правящей коалиции Рижской думы вместе с партией «Центр согласия». Его член Олег Буров был мэром Риги в 2019-2020 годах, а Андрис Америкс долгое время был заместителем мэра Риги.
Единственным представителем партии в Сейме была Юлия Степаненко. Она была в Сейме 12 и 13 созыва по списку партии «Центр согласия» и в Сейме текущего созыва в качестве беспартийного депутата. 21 февраля 2020 года Степаненко вышла из партии вместе с пятью депутатами Рижской думы.
На парламентских выборах в 2022 году, партия участвовала в едином списке с партией «Латвия на первом месте». Список получил 6,24% поддержки избирателей, получив 9 мест в Сейме, одно из которых занял лидер партии «Честь служить Риге» Олег Буров. В 2023 году Буров вышел из фракции «Латвия на первом месте» в Сейме, из-за по его мнению сближения партии с партией «Стабильность!». Он также выразил готовность поддержать правящую коалицию во главе с Эвикой Силиней в качестве премьер-министра. Аналогичным образом депутаты «Честь служить Риге» в Рижской думе присоединились к новой коалиции, которая избрала Вилниса Кирсиса мэром Риги.
В 2023 году было объявлено, что «Честь служить Риге» будет баллотироваться на выборах в Рижскую думу 2025 года вместе с Союзом зеленых и крестьян. На выборах 2025 года, их совместный список набрал 2,47%, тем самым не пройдя в следующий созыв думы.

## Выборы в Риге
| Год   | Выборы           | Результаты (%) | Места в Думе | Примечания                                    |
| ----- | ---------------- | -------------- | ------------ | --------------------------------------------- |
| 2013. | Выборы 2013 года | 58,54%         | 39 из 60     | Совместный список с Центром согласия          |
| 2017. | Выборы 2017 года | 50,82%         | 32 из 60     | Совместный список с «Согласием»               |
| 2020. | Выборы 2020 года | 7,72%          | 5 из 60      |                                               |
| 2025. | Выборы 2025 года | 2,47%          | 0 из 60      | Совместный список с Союзом зелёных и крестьян |

## Численность партии
Здесь показана статистика количества членов партии:
- 605 чел. — 2018 год[8]
- 529 чел. — 2022 год
- 528 чел. — 2023 год
- 522 чел. — 2024 год
- 518 чел. — 2025 год[9]